# Spelprogramma
Een spel(letjes)programma is een televisieprogramma waarin mensen alleen of in teamverband deelnemen aan een spel. De deelnemers kunnen leden uit het publiek zijn, maar ook vooraf uitgenodigde kandidaten of beroemdheden. Deze worden dan door de programmamakers benaderd of moeten zich hiervoor speciaal aanmelden via de site van het betreffende programma. De prijs die men kan winnen in een spelprogramma is vaak een geldbedrag, luxe goederen of een reis.

## Algemeen
Spelprogramma's komen voor in vele soorten en maten. De bekendste zijn de quizprogramma’s, waarin alles draait om het beantwoorden van vragen. Andere mogelijkheden zijn programma's waarin men puzzels moet oplossen aan de hand van cryptische aanwijzingen (zoals Wie ben ik?), stunts of andere opmerkelijke prestaties moet uithalen (zoals Fear Factor, en de Postcode Loterij Recordshow) of een combinatie ervan.
De echt groots opgezette spelprogramma's werden in Nederland van eind jaren tachtig tot ongeveer het jaar 2000 uitgezonden. Hiertoe behoorden de Staatsloterijshow, Wedden dat..?, De Sleutels van Fort Boyard, Doet-ie 't of doet-ie 't niet en Ron's Honeymoonquiz. Rond het jaar 2000 zijn dergelijke programma's in aantal en omvang afgenomen.
Tegenwoordig komt het vaak voor dat grote spellen van vroeger terugkeren (vaak zijn dit de jarennegentigspellen). Zo zijn spellen als Rad van Fortuin en Wie ben ik? weer na jaren teruggekeerd. Wel is het echter zo dat deze spellen vroeger groter van opzet waren dan tegenwoordig.